# Ernst-Thälmann-Gedenkstätte (Dresden)

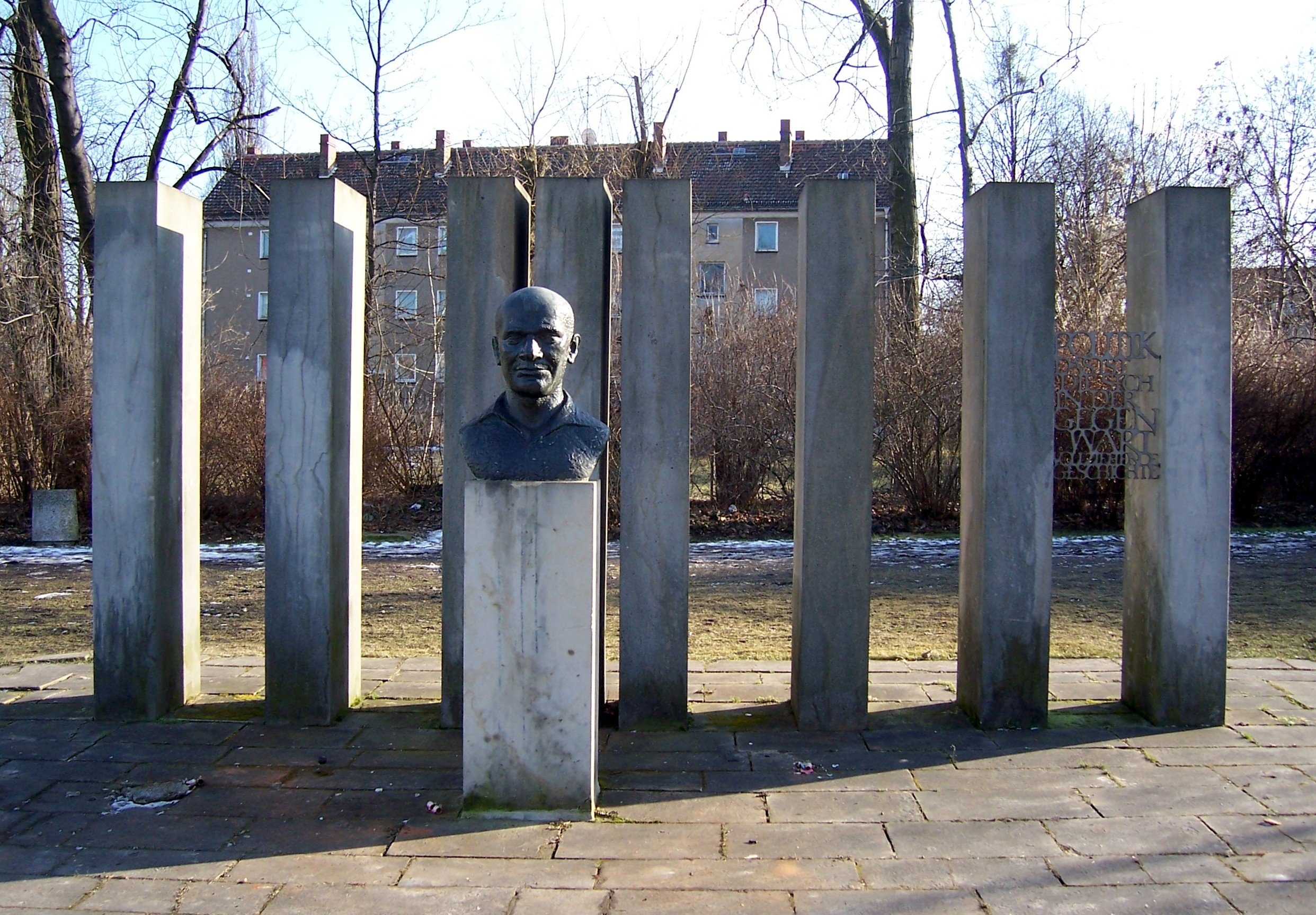
Ernst-Thälmann-Gedenkstätte in Dresden

Die Ernst-Thälmann-Gedenkstätte in Dresden steht am Strehlener Platz im Stadtteil Strehlen.

## Lage
Die Gedenkstätte liegt zwischen Teplitzer Straße (S 172) und August-Bebel-Straße.

## Geschichte und Beschreibung
Die Büste der Gedenkstätte wurde vom Künstler Johannes Peschel zum 100. Geburtstag Ernst Thälmanns gestaltet und im April 1986 eingeweiht. Sie befindet sich am Strehlener Platz, der bis 1990 Ernst-Thälmann-Platz hieß.
Zwischen zwei Stelen kann man in Metallbuchstaben folgendes Thälmann-Zitat finden: „Politik, das ist die sich in der Gegenwart vollziehende Geschichte.“